# David Wengrow

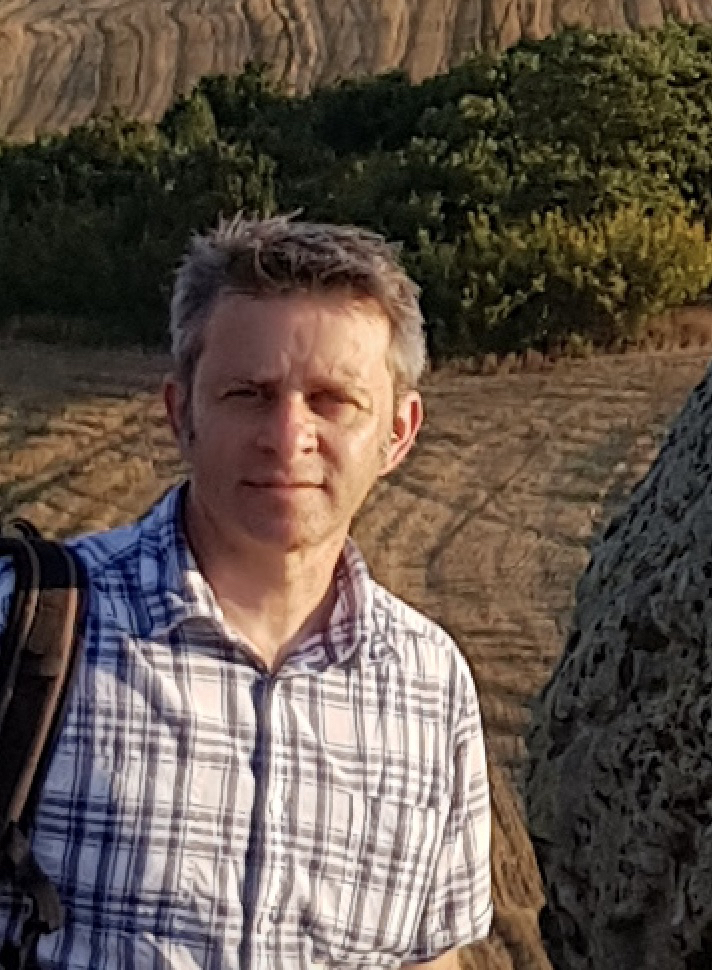
David Wengrow (2020)

David Wengrow (* 25. Juli 1972) ist ein britischer Prähistorischer Archäologe.

## Akademische Laufbahn
Wengrow erlangte 1996 den Bachelor-Grad in Archäologie und Anthropologie an der University of Oxford. Anschließend schloss er 1998, ebenfalls in Oxford, den Master (M.St., Master of Studies) in World Archaeology ab. 2001 wurde er mit einer Arbeit über jungsteinzeitliche Kunst in Ägypten und im Nahen Osten (Original: Neolithic art in Egypt and the ancient Near East) promoviert (Doktorvater Roger Moorey).
Anschließend war Wengrow Frankfort Fellow am Warburg Institute im Bereich Kunst und Archäologie des Nahen Ostens. 2001 bis 2004 war er Junior Research Fellow in Christ Church (Oxford). 2004 wurde er Dozent am Institute of Archaeology des University College London und dort 2011 Professor für Vergleichende Archäologie. Zu seinen Forschungsgebieten zählen die vergleichende Archäologie (Naher Osten, Nordost-Afrika und östlicher Mittelmeerraum), Staatenbildung, kognitive und evolutionäre Erklärungsansätze für Kulturen (etwa eine gegenseitige Abgrenzungstendenz rivalisierender Gesellschaften, Schismogenese genannt), prähistorische Kunst und Ästhetik und intellektuelle und soziale Geschichte der Archäologie und Anthropologie. Seit 2014 arbeitet er im Shahrizor-Projekt im Irak (Museum Sulaimaniyya) mit. 
Wengrow wurde für die Albertus-Magnus-Professur 2023 ausgewählt.

## Publikationen (Auswahl)
Wengrow ist Autor zahlreicher akademischer Artikel etwa zu neolithischen Gesellschaften, der ägyptischen Schrift bis zur Entstehung von Staaten in Mesopotamien und Ägypten.
- The Archaeology of Early Egypt. Social Transformations in North-East Africa, 10,000-2650 BC. Cambridge: Cambridge University Press, Cambridge 2006.
- What Makes Civilization? The Ancient Near East and the Future of the West. Oxford University Press, Oxford 2010.
- The Origins of Monsters. Image and Cognition in the First Age of Mechanical Reproduction. Princeton University Press, Princeton 2014.
- mit David Graeber: The Dawn of Everything. A New History of Humanity. Farrar, Straus and Giroux, New York 2021, ISBN 978-0-374-15735-7.
  - deutsch: Anfänge. Eine neue Geschichte der Menschheit. Aus dem Englischen von Helmut Dierlamm, Henning Dedekind und Andreas Thomsen. Klett-Cotta, Stuttgart 2022, ISBN 978-3-608-98508-5.